# Clorură de vanadiu (II)
Clorura de vanadiu (II) este o sare a vanadiului cu acidului clorhidric cu formula chimică VCl2.